# زين العابدين (ممثل)
زين العابدين (بالمليالية: സൈനുല്‍ ആബിദീന്‍؛ ولد يوم 13 سبتمبر 1989 في الابوجا بولاية كيرلا) ممثل ومخرج وكاتب سينمائي ومعد برامج هندي مسلم، اشتهر عبر فيلمه الناجح (نينومولكو Neenumolkku) الذي أنتج وأطلق عام 2008 .
هاجرت أسرته إلى منطقة كودونغالور الواقعة شمال ولاية كيرلا عندما بلغ السادسة من العمر، حيث اتم دراسته ونال درجة البكالوريوس في الشريعة من الجامعة الإسلامية بكيرلا ثم دخل عالم صناعة الملتيميديا في كيرلا .
بعد نجاح فيلمه نينومولكو ظهر لمدة بسيطة في الفيلم الوثائقي القصير (الحياة الثانية Second Life) الذي أنتج في أبريل عام 2011

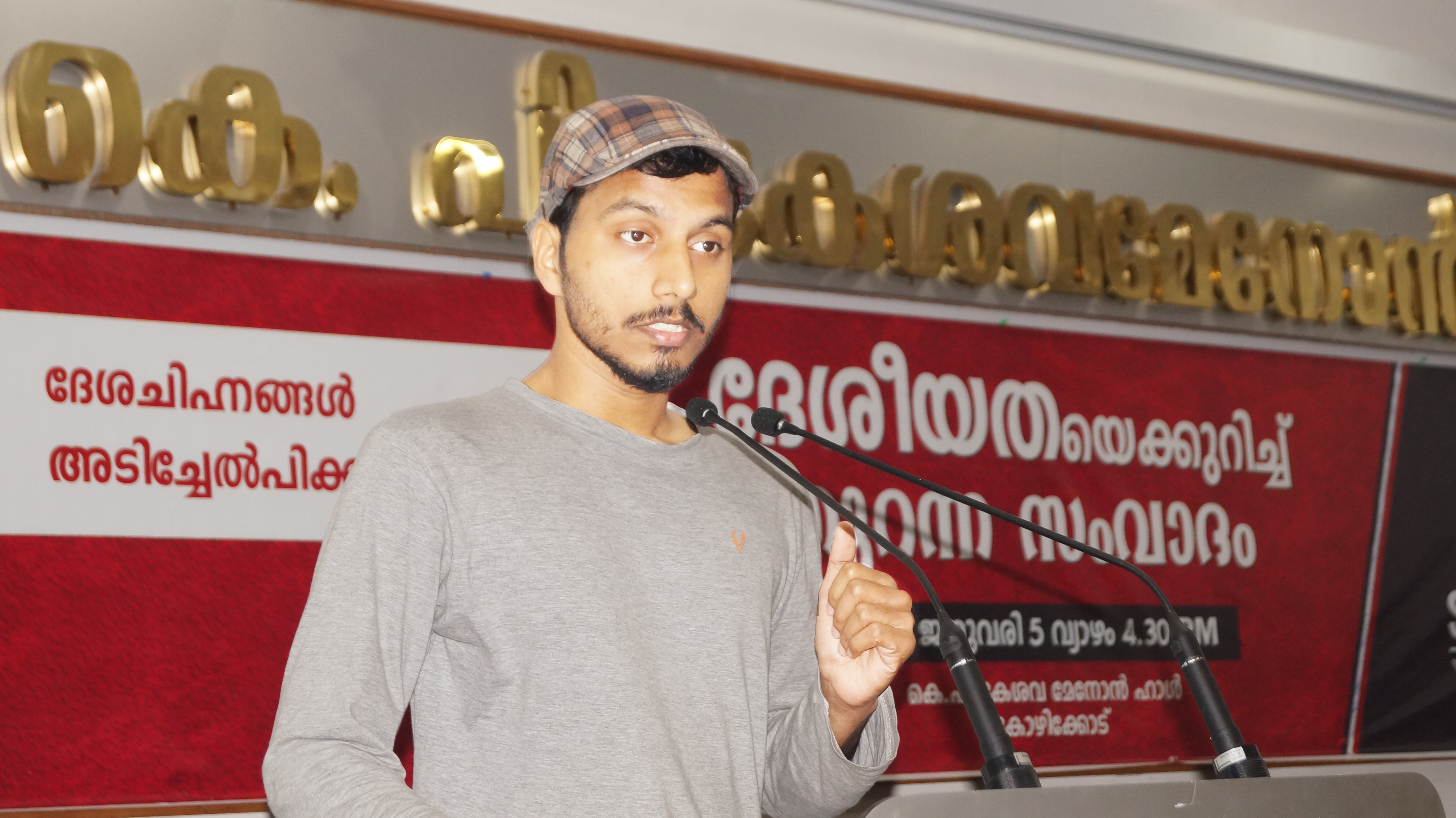
زين العابدين في برنامج العام

.